# Karlö kyrka

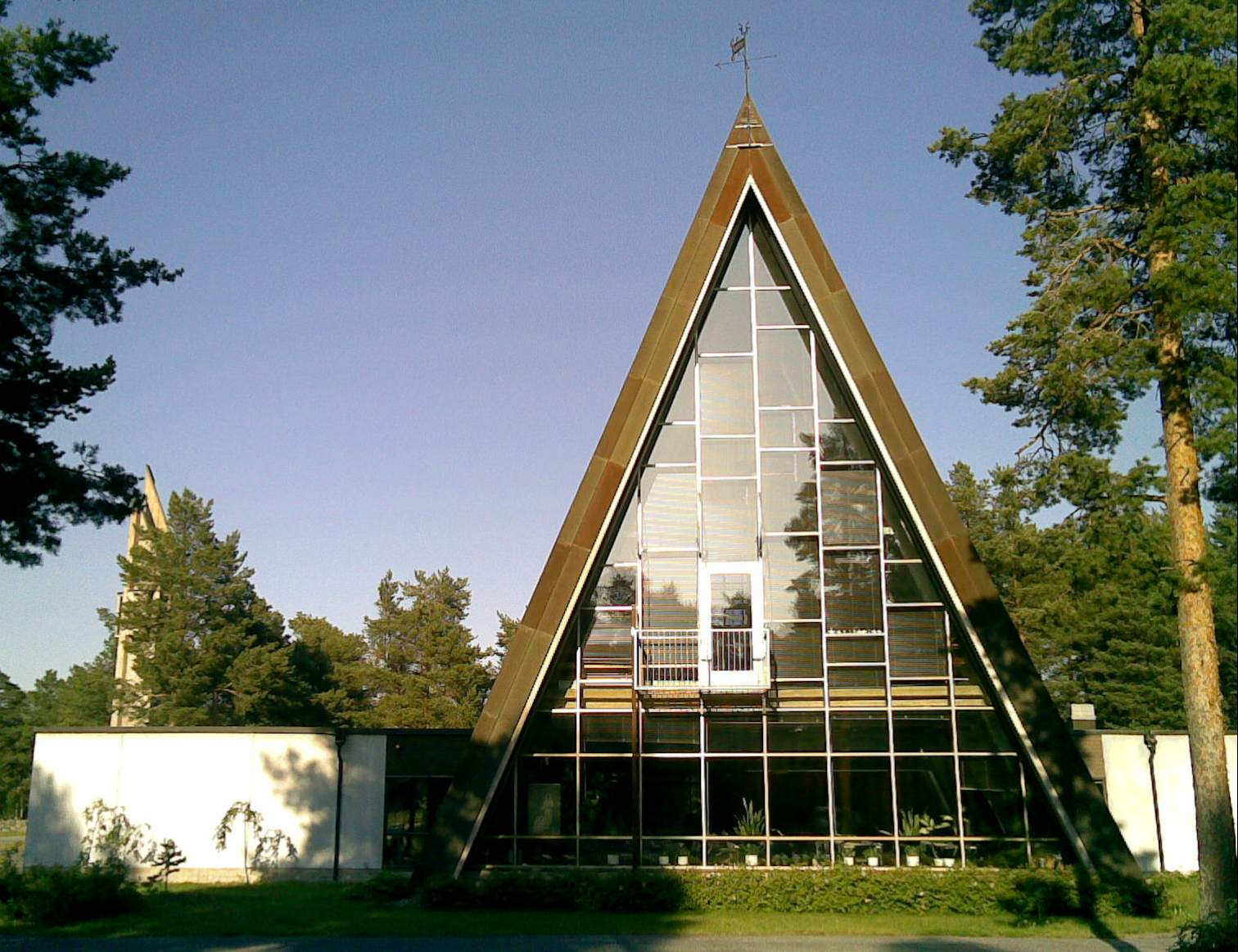
Kyrkan i Karlö.

Karlö kyrka är en kyrkobyggnad i den finländska kommunen Karlö i landskapet Norra Österbotten. Den tillhör Karlö församling inom Evangelisk-lutherska kyrkan i Finland. Kyrkan byggdes 1972 efter ritningar av arkitekterna Irma och Matti Aaltonen. Den nya kyrkan ersatte Karlö gamla kyrka som förstördes i en brand 1968.